# 埃爾利巴諾 (聖卡洛斯區)
埃爾利巴諾（西班牙語：El Líbano），是巴拿馬的城鎮，位於該國中東部，由西巴拿馬省的查梅區負責管轄，面積30.9平方公里，2010年人口200，人口密度每平方公里6.5人。